# Joachim Coens
Joachim Coens, né à Bruges, le 6 septembre 1966, est un homme d'affaires et un homme politique belge démocrate-chrétien, membre du CD&V, dont il est président du 6 décembre 2019 au 25 juin 2022. Il a été administrateur délégué de la société d'exploitation du Port de Bruges-Zeebruges.

## Biographie
Joachim Coens, fils de l'homme politique Daniël Coens, naît à Bruges, le 6 septembre 1966. Il étudie à la Katholieke Universiteit Leuven puis à l'Université de technologie de Delft, aux Pays-Bas, et devient ingénieur civil. De 1990 à 1995, il est ingénieur chez BESIX et accompagne des projets de construction au Moyen-Orient et en Europe de l'Est.
Le 21 mai 1995, il participe aux élections régionales pour le Parlement flamand dans la circonscriptions de Bruges. Il est élu, puis réélu le 13 juin 1999. Il quitte cependant son poste de député flamand en mars 2001 lorsqu'il devient président et administrateur délégué de la Maatschappij van de Brugse Zeevaartinrichtingen (nl), société qui gère et exploite le Port de Bruges-Zeebruges. Il est remplacé au Parlement flamand par Boudewijn Laloo.
De 1995 à 2014, il est échevin à Damme, chargé notamment de la culture, de la formation culturelle, des infrastructures culturelles, du patrimoine, des bibliothèques, du développement urbain (bâtiments et places), de l'économie locale, des finances, du budget et du sport. Après la mort accidentelle du bourgmestre Dirk Bisschop en mai 2014, il devient bourgmestre faisant fonction, en tant que premier échevin. Le 3 juin 2014, il est officiellement nommé bourgmestre par sa majorité. Aux élections communales du 14 octobre 2018, il mène une liste baptisée CD&V+ et remporte la majorité absolue. 
Le 20 octobre 2019, il annonce sa candidature à la présidence du CD&V. Il affronte  six autres candidats lors du premier tour, le 18 novembre 2019, qu'il remporte avec 26 % des voix. Il se qualifie donc pour un deuxième tour, face au président des jeunes CD&V (nl), Sammy Mahdi. Il est élu, le 6 décembre 2019 avec 53,12 % des voix. Il démissionne de ses fonctions au Port de Zeebruges
À peine élu, il est nommé informateur, le 10 décembre 2019 par le roi Philippe, aux côtés du président du Mouvement réformateur Georges-Louis Bouchez dans le cadre de la formation du gouvernement fédéral à la suite des élections fédérales du 26 mai 2019. Les deux hommes succèdent à Paul Magnette (PS). Leur mission s'arrête le 31 janvier 2020 sans qu'une coalition n'ait vraiment pu émerger.

## Vie privée
Joachim Coens est marié à l'avocate Kristin Dewever.

## Autres activités
Joachim Coens est ou a été :

### En relation avec ses fonctions au Port de Zeebruges
- Administrateur de Waterwegen en Zeekanaal (nl)
- Membre du comité de dicrection de Farys (nl)
- Administrateur de l'ASBL De Caese
- Président de PortConnect SA
- Administrateur de Portfineco SA
- Administrateur de Portinvest SA
- Administrateur de Vlaamse Havens SA
- Administrateur de l'ASBL Vlaams-Europees Verbindingsagentschap (nl)
- Administrateur du Voka de Flandre occidentale

### En relation avec ses fonctions à Damme
- Administrateur de la clinique AZ Sint-Lucas (nl) à Bruges
- Administrateur de l'ASBL ADMB
- Administrateur de l'ASBL Archonaut
- Administrateur de l'ASBL Concertgebouw à Bruges
- Président de l'ASBL Domus Lovaniensis Brugensis
- Administrateur du Collège d'Europe
- Administrateur du Vrij Technisch Instituut Brugge (nl)